# 金靖宇
金靖宇（1944年12月—），譜名毓㞼，愛新覺羅氏，滿族，中華人民共和國政治人物、書法家，曾任第十屆全國政協委員、全国政协联络局副局长。
其父為溥侒，祖父為載濤，曾祖父為奕譞，高祖父為道光帝。